# NGC 5492
NGC 5492 ist eine 12,9 mag helle Spiralgalaxie vom Hubble-Typ Sb/P im Sternbild Bärenhüter und etwa 103 Millionen Lichtjahre von der Milchstraße entfernt.
Sie wurde am 20. April 1792 von Wilhelm Herschel mit einem 18,7-Zoll-Spiegelteleskop entdeckt,  der sie dabei mit „pB, vS“ beschrieb.